# Chlorid thoritý
Chlorid thoritý je anorganická sloučenina s chemickým vzorcem ThCl3.

## Příprava
Chlorid thoritý lze připravit redukcí chloridu thoričitého při teplotě 800 °C:
3 Th + ThCl4 → 4 ThCl3
Lze jej také připravit z prvků:
2 Th + 3 Cl2 → 2 ThCl3
Lze jej také připravit jinými metodami.

## Vlastnosti
Chlorid thoritý tvoří hexagonální krystaly. Při teplotě nad 630 °C chlorid thoritý disproporcionuje na chlorid thornatý a chlorid thoričitý.

## Využití
Předpokládá se, že se chlorid thoritý bude využívat jako reaktorové palivo do duálního fluidního reaktoru.